# Cuneaan
Cuneaan is een verzadigde koolwaterstof met als brutoformule C8H8. De naam van de verbinding is afgeleid van het Latijnse cuneus, wat wig betekent.

## Synthese
Cuneaan kan bereid worden uit cubaan via een metaalgekatalyseerde sigmatrope reactie:
Als katalysator kan zilver of palladium aangewend worden. Voor homocubaan (C9H10) en bishomocubaan (C10H12)zijn gelijksoortige reacties beschreven.

## Structurele eigenschappen
In cuneaan komen drie groepen van equivalente koolstofatomen voor. Deze drie groepen zijn ook aangetoond met behulp van 13C-NMR.
De moleculaire graaf van het koolstofskelet van cuneaan is regulier met niet-equivalente groepenknooppunten. Dit maakt cuneaan tot een belangrijke teststof in de theoretische chemie.
Sommige derivaten van cuneaan hebben met vloeibare kristallen vergelijkbare eigenschappen.